# Eliseo Subiela
Eliseo Subiela (Buenos Aires, 27 de diciembre de 1944-San Isidro, 25 de diciembre de 2016) fue un director de cine y guionista argentino. Es reconocido por sus películas Hombre mirando al sudeste, Últimas imágenes del naufragio y El lado oscuro del corazón, entre otras.

## Biografía
Sus padres fueron la argentina Isabel de la Fuente y Eliseo Demófilo Subiela, español de Galicia. Creció en el barrio de Palermo, junto con su hermano menor, Héctor.
Su infancia estuvo marcada por oscuridades y tristezas, pues su padre sufría del corazón y evitaba a toda costa demostrar cualquier emoción; mientras que su madre era atacada por constantes e intensos dolores de cabeza, lo que los obligaba a mantener la casa en tinieblas para no perturbar la tranquilidad de ambos. 
Impresionado por la aviación, la cual estudió durante años, y luego de hacer la conscripción militar dos años en la Marina, Subiela fue influenciado por el cine de varios autores, y dio sus primeros pasos como ayudante de dirección en los filmes Crónica de un niño solo de Leonardo Favio, La mujer del zapatero de Armando Bó, Esquiú, una luz en el sendero de Ralph Pappier y Los ratones, de Francisco Vasallo. Comenzó a filmar a los 17 años, cuando realizó su primer cortometraje, titulado Un largo silencio (1963). También trabajó como creativo para la empresa Lowe. Ya en 1968 ingresa como director creativo en la agencia de publicidad Radiux Publicidad, donde realizó sus primeros filmes publicitarios.
Durante su juventud fue miembro de la JP, la Juventud Peronista, y montonero. En 1969 conoce a Mora Moglia, con quien tuvo tres hijos: Guadalupe, Eliseo Ignacio y Santiago. Su llegada definitiva al cine se produce en 1980 con la película La conquista del paraíso, aunque ya antes había rodado Argentina, mayo del 1969, los caminos de la liberación, que nunca se estrenó. En 1977 sería detenido durante la dictadura militar.
En 1985 estrena Hombre mirando al Sudeste, con la que obtiene su mayor reconocimiento popular y artístico hasta esa fecha. El filme se convirtió en un clásico de la cinematografía argentina y es considerada como una obra maestra de Subiela. A partir del siglo XXI la película comenzó a recibir una renovada atención después del estreno de la cinta estadounidense K-Pax (2001), la cual fue materia de controversia ya que su argumento fue señalado por críticos de todo el mundo como una copia casi exacta de Hombre mirando al Sudeste. En febrero de 1995 fue sometido a una cirugía a corazón abierto, y se le implantó un bypass triple.
Luego Subiela recibió, en otra institución una angioplastia coronaria con stent a manos del doctor Luis de la Fuente, mismo apellido que el suyo por su lado materno. En Hombre mirando al sudeste, Subiela cita a un psiquiatra en la película de ficción apellidado Dr. De la Fuente en España.
Fue premiado por la Fundación Konex con el Premio Konex/Diploma al Mérito en 1991, como uno de los "5 mejores Directores de Cine de la década 1981-1990" en la Argentina y nuevamente en 1994 como uno de los 5 mejores Guionistas. También fue nombrado Caballero de la Orden de las Artes y las Letras de la República Francesa («Chevalier dans l´ordre des Arts et des Lettres de la Republique Française», 1990) y miembro honorario de la Academia de las Artes y las Ciencias Cinematográficas de España (1995). En 2005 obtuvo una beca de la Fundación Guggenheim.
En el año 1994 funda la «Escuela Profesional de Cine y Arte Audiovisuales Eliseo Subiela» en Buenos Aires, con el objetivo de capacitar a jóvenes e interesados en el cine y el audiovisual con especial atención en la investigación y la práctica en el campo.

### Fallecimiento
Falleció el 25 de diciembre de 2016 en horas de la madrugada,
según confirmó su amigo y directivo de la Asociación Directores Argentinos Cinematográficos Gabriel Arbós. Había sufrido un infarto agudo de miocardio en 1995, en Barcelona. A su muerte se encontraba trabajando en "Vals Triste (Corte final)", un proyecto cinematográfico que sería un homenaje a la pantalla grande; así como también en una obra teatral de su autoría titulada La vida real.

## Filmografía en cine

### Como director y guionista
- 1963: Un largo silencio
  - Paoa de Oro a mejor película, Tercer Festival de Cine Aficionado, Viña del Mar, Chile, 1964.[7]
- 1965: Sobre todas estas estrellas.
  - Premio Mejor Director, Instituto Nacional de Cinematografía.
- 1969: Argentina, mayo de 1969: los caminos de la liberación (inédita)
- 1981: La conquista del paraíso.
- 1986: Hombre mirando al sudeste.
  - Premio de la Crítica, Festival of Festivals, Toronto, Canadá.
  - Mejor Ópera Prima, Festival Internacional de San Sebastián.
  - Premio de la Unión de Escritores y Artistas de Cuba, Festival Internacional de La Habana, 1986.
  - Mención OCIC, La Habana, 1986.
  - Premio Especial del Jurado, Festival Internacional de Cartagena.
  - Mejor Film y Mejor Guion, Festival Internacional de San Pablo (Brasil).
- 1989: Últimas imágenes del naufragio.
  - Premio Ecuménico, Festival de Montreal
  - Mención Fipresci, Jurado Internacional de la Crítica, Festival de Montral.
  - Grand Prix “Maquila d’or” XI Festival de Biarritz.
  - Premio de la Confederación de Films de Arte y Ensayo, XI Festival de Biarritz.
  - Carabela de Plata, Premio de la Crítica, XV Festival de Huelva, España.
  - Grand Prix y “Premio del Público Joven” Recontres Conematographiques de Cannes.
  - Premio del Público Joven y Premio de la Revista Zitty, Festival Internacional de Berlín.
  - Mejor film, Mejor Guion, Mejor Actriz, en el Festival de La Habana, Cubam 1989.
  - Premio Fipresci, La Habana, 1989.
  - Premio de la Organización Católica de Cine, La Habana, 1989.
  - Premio de la Unión de Escritores y Artistas de Cuba, La Habana, 1989.
  - Mejor film, Mejor Director, Mejor Guion, de la Asociación de Críticos Cinematográficos de la República de Argentina.
  - Mejor Libro Cinematográfico, Argentares, 1990.
- 1992: El lado oscuro del corazón.
  - Grand Prix des Ameriques, Festival des Films du Monde, Montreal, Canadá, 1992.
  - Carabela de Plata, Premio de la Crítica, Festival de Huelva, 1992.
  - Premios “Sur”, Instituto Nacional de Cinematografía, Argentina. Mejor Director, Mejor Dirección de Arte, Mejor Fotografía, Mejor Montaje.
  - Premio del Jurado de los Lectores del diario Berliner Zeitung, Foro Internacional de Cine Joven, 43 Festival Internacional de Berlín, 1993.
  - Festival de Cine de Cartagena, Colombia, para Mejor Director, Mejor Fotografía, Premio del Jurado de la Crítica.
  - Mejor Guion, “Cinoche 1993”, Baie-Comeau, Canadá.
  - Mejor Película, Festival de Sept-Iles, Canadá.
  - Asociación de Cronistas Cinematográficos de la República de Argentina, “Cóndor de Plata”, Mejor Director, Mejor Montaje, Mejor Dirección de Arte.
  - “Rosa Camuna”, Premio a la Mejor Película, Festival de Cine de Bergamo, Italia, 1993.
  - Mejor Película, Mejor Guion, Mejor Dirección de Arte, Mejor Música Original, Revelación Femenina, Premios de la Revista “Sin Cortes”, Jurado de los lectores, Buenos Aires, 1993.
  - Mejor Libro Cinematográfico, Argentares, 1993.
  - Mejor Director, Mejor Actor, Mejor Música Original, Festival de Gramado, Brasil, 1993.
- 1995: No te mueras sin decirme adónde vas.
  - Grand Prix del Público (Premio Air Canadá “Film le Plus Populaire) Festival des Films du Monde, Montreal, Canadá, 1995.
  - Mejor guion XVIII Festival Internacional de Cinema Fantastic, Sitges, España, 1995.
  - Premio Radio Habana Cuba, Festival de La Habana, 1995.
- 1996: Despabílate amor.
  - Premio del Público. Festival Iberoamericano de Huelva, España, 1996.
  - Premio Asociación de Escritores Cinematográficos de Andalucía.
  - Premio “Voyages et Culture”, Festival de Fribourg, Suiza. Premio Jury des Jeunes del Festival Films de Fribourg, Suiza.
- 1997: Pequeños milagros.
  - 1999: Gran Prix Festival Internacional du Film por L’enfance et la Jeunesse (Túnez).
- 2000: Las aventuras de Dios.
- 2001: El lado oscuro del corazón 2.
  - Premio Mejor Director, Festival de Huelva, España, 2001.
  - Mejor Película, Asociación de la Prensa de Huelva, España, 2001.
- 2005: Lifting de corazón.
- 2007: El resultado del amor.
  - Premio del Público, 33 Festival Iberoamericano de Cine de Huelva, 2007.
  - Premio “Llave de la Libertad”, otorgado por los internos de la Cárcel de Huelva.
- 2008: No mires para abajo.
  - Premio Glauber Rocha, Mejor Película Latinoamericana, Premio del Público.
  - Mejor director en el XIII Festival Internacional de Cine de Guadalajara, 2008.
  - Mejor Película de la 14 Muestra de Cine Latinoamericano de Lérida (España), 2008.
- 2010: Rehén de ilusiones.
- 2012: Paisajes devorados.

### Como ayudante de dirección
- 1965: Esquiú, una luz en el sendero

## Filmografía en televisión
- 2002: Ángel (película para TV)
- 2002: El destino de Angélica (película para TV)
- 2002: Relaciones carnales (película para TV)
- 2005: Larga distancia (miniserie)

## Premios y distinciones
Festival Internacional de Cine de San Sebastián
| Año  | Categoría                        | Película                  | Resultado |
| ---- | -------------------------------- | ------------------------- | --------- |
| 1986 | Premio a los Nuevos Realizadores | Hombre mirando al sudeste | Ganador   |
| 1986 | Premio OCIC                      | Hombre mirando al sudeste | Ganador   |